# La promesa (serie de televisión de 2015)
La promesa (título original: Pangako Sa 'Yo) es una telenovela filipina transmitida por ABS-CBN desde el 25 de mayo de 2015 hasta el 12 de febrero de 2016, basada en la serie de televisión de 2000 del mismo nombre. Está protagonizada por Kathryn Bernardo, Daniel Padilla, Jodi Sta. Maria y Ian Veneracion, con la participación antagónica de Angelica Panganiban.
La cadena peruana Panamericana Televisión anunció esta telenovela bajo el nombre de La promesa y es la segunda producción filipina a emitirse en América Latina, después de Puentes de amor.
La telenovela se estrenó el jueves 22 de septiembre de 2016 por Panamericana Televisión de Perú, iba de lunes a viernes a las 17:30 horas.
Su transmisión en Perú culminó el 3 de marzo de 2017.

## Elenco

### Elenco principal
- Kathryn Bernardo como Ena Macaspac / María Amor De Jesus.
- Daniel Padilla como Angelo Buenavista.
- Jodi Sta. Maria como "Miss" Amor De Jesus-Powers.
- Angelica Panganiban como "Madame" Claudia Zalameda-Buenavista.
- Ian Veneracion como "Gobernador" Eduardo Buenavista.

### Elenco secundario y extendido
- Tirso Cruz III como Gregorio "Lolo Greggy" Noble (segunda temporada).
- Amy Austria-Ventura como Belen Macaspac (primera y segunda temporada).
- Ronnie Lazaro como Francisco "Isko" Macaspac (primera y segunda temporada).
- Bernard Palanca como Diego Buenavista (primera temporada).
- Joem Bascon como Caloy Macaspac (primera temporada).
- Alex Medina como Simon Barcial (primera y segunda temporada).
- Diego Loyzaga como David San Luis / David Powers. (primera y segunda temporada).
- Dominic Roque como Mark Delgado (primera y segunda. temporada).
- Andrea Brillantes como Lia Buenavista (primera y segunda temporada).
- Juan Karlos Labajo como Vincent "Amboy" Movido (primera y segunda temporada).
- Grae Fernández como Jonathan "Egoy" Movido (primera temporada).
- Sue Ramírez como Joy "Ligaya" Miranda (segunda temporada).
- Bayani Agbayani como Kabayan (segunda temporada).
- Mickey Ferriols como Monay (segunda temporada).
- Kristel Fulgar como Ichu Miranda (segunda temporada).
- Carla Martínez como Leonora Villamejia-Zalameda (primera temporada).
- Jan Marini como Lourdes Magbanua / Lourdes Abad (primera temporada).
- Sunshine García como Julieta Macaspac (primera temporada).
- Erika Padilla como Betty Mae Verseles (primera y segunda temporada).
- Thou Reyes como Takong (primera y segunda temporada).
- Niña Dolino como Roma Christie (primera temporada).
- Angelu Alayon como Red Macaspac (primera y segunda temporada).
- Arlene Muhlach como cocinera Jen (primera temporada).
- Lou Veloso como cocinero Tony (primera temporada).
- Lollie Mara as Yaya Pacita (primera temporada).
- Alexander Diaz como Miguel Ramírez (primera y segunda temporada).
- Pamu Pamorada como Kim (primera temporada).
- Vivieka Ravanes como Alta (primera temporada).
- DJ Jhai Ho como Coring (primera y segunda temporada).
- BJ Forbes como Adam (primera temporada).
- Daniel Ombao como Lloyd (primera temporada).
- Jeffrey Tam como Mang Gabi (primera temporada).
- Manuel "Ku" Aquino como Antonio Macaspac (primera temporada).
- Richard Quan como gobernador Theodore "Teddy" Boborol (primera temporada)
- Sarah Carlos como Bea Bianca Bejerrano (primera temporada).
- Kyline Alcantara como Jessa Boborol (primera temporada).
- Clarence Delgado como Bubwit (segunda temporada).
- Patrick Sugui como Lloyd García (segunda temporada).
- Angel Sy como Sophia (segunda temporada).
- Ayla Mendero como Patty (segunda temporada).
- Samantha Colet como Zoe (segunda temporada).
- Kristine Sablan como Daphne (segunda temporada).
- Rubi Rubi como Irma Marandanan (primera y segunda temporada).
- Christian Lloyd García como Christian (segunda temporada).

### Participaciones especiales
- Pilar Pilapil como Doña Benita Buenavista.
- Sylvia Sánchez como Krystal Toleda.
- Boboy Garovillo como Pepe de Jesus.
- Sharmaine Suárez como Chayong de Jesus.
- Leo Rialp como Enrique Zalameda.
- Jong Cuenco como Mr. Castro
- Anna Feo como cocinera Linda.
- Mimi Orara como cocinera Gina.
- Jess Mendoza como Lester de Jesus.
- Kimberly Fulgar como Neneth de Jesus.
- Khalil Ramos como Jasper Bejerrano.
- Sandy Andolong como Myrna de Jesus.
- Bubbles Paraíso como Natalie.
- Manny Castañeda como Mang Candy.
- Minco Fabregas como párroco.
- Odette Khan como Gloria Bejerrano.
- Pinky Marquez como Puring Bejerrano.
- Cherry Lou como cocinera Shiela.
- Dante Ponce como Christian Cristóbal.
- Franco Daza como Andrew García.
- Emmanuelle Vera como Chelsea.
- Helga Krapf como Marga.
- Young JV como Tony.
- Toby Alejar como Siegfried García.
- María Isabel López como Isabel Miranda.
- Daisy Reyes como Hazel Santiago.
- Matet de Leon como cocinero Sam.
- Jerome Ponce como Charles García.

## Otras versiones
- Pangako Sa 'Yo (2000-2002) - Protagonizada por Kristine Hermosa, Jericho Rosales, Eula Valdez y Tonton Gutiérrez, y antagonizada por Jean García.

## Emisiones internacionales
- Camboya: CTN como សន្យាស្នេហ៍ (2016)
- Ecuador: TC Televisión como La Promesa (2020) y en Ecuavisa también como La Promesa (2023)
- Indonesia: MNC TV como Janjiku (2016)
- Malasia: Astro Prima como The Promise (2017)
- Perú: Panamericana Televisión como La Promesa (2016-2017)
- República Dominicana: Color Visión como La Promesa (2019)